# Kyllinga elata
Kyllinga elata är en halvgräsart som beskrevs av Ernst Gottlieb von Steudel. Kyllinga elata ingår i släktet Kyllinga och familjen halvgräs. Inga underarter finns listade i Catalogue of Life.